# 霞ヶ浦市
もしかして
- かすみがうら市

ではありませんか？